# Salme ved rejsens afslutning
Salme ved rejsens afslutning er en roman fra 1990 skrevet af den norske forfatter Erik Fosnes Hansen.
Rammen om denne roman er Titanics jomfrutur og forlis i 1912, hvor mere end 1500 mennesker omkom. Turen varede kun 5 dage fra Southampton til skibets kollision med et isbjerg ved Newfoundland. Romanens handling er baseret på denne historiske baggrund.
Om bord på skibet nyder passagererne det tekniske vidunder og al den moderne komfort. På podiet i restauranten underholder orkestret med et alsidigt repertoire.
Romanen er beretningen om fem af disse musikere – fem usædvanlige skæbner – som i modsætning til den autentiske historiske ramme er opdigtede, men sagtens kunne have eksisteret i det virkelige liv. Deres liv og baggrund skildres indtil den skæbnesvangre nat.
Historierne fortælles dels som livet former sig for dem på damperen dels med en intens beskrivelse af deres familie- og skoleliv tilbage i tiden, og det er netop disse skildringer der er fortalt så gribende, at man har svært ved at slippe personen, når en ny personbeskrivelse tager form.